# Волгоэлектросетьстрой
Волгоэлектросетьстро́й — посёлок Грязинского сельсовета Грязинского района Липецкой области.  Расположен на железнодорожной линии Грязи — Тамбов. Здесь расположен остановочный пункт 460 км; посёлок находится юго-восточнее его.
Возник в 1950-х годах на линии электропередачи Волжская ГЭС — Москва, которую сооружали работники предприятия «Волгоэлектросетьстрой» .
В Волгоэлектросетьстрое восемь улиц: Дзержинского, Мира, Молодёжная, Садовая, Светлая, Фермерская, Энергостроителей и Юбилейная.
Западнее Волгоэлектросетьстроя расположены садоводческие участки. На северо-западе они тянутся до реки Большой Самовец.

## Население
| 2009 | 2010 | 2013 |
| ---- | ---- | ---- |
| 336  | ↘307 | ↗315 |